# Wyspy Senkaku
Wyspy Senkaku (jap. 尖閣諸島 Senkaku-shotō; chiń. upr. 钓鱼台群岛; chiń. trad. 釣魚台群島; pinyin Diàoyútái Qúndǎo) – grupa niewielkich, bezludnych wysepek, usytuowana na Morzu Wschodniochińskim, ok. 170 km na wschód od Tajwanu i 160 km na północ od wysp Yaeyama (południowo-zachodnia część wysp Riukiu). Łączna powierzchnia wysp wynosi ok. 7 km².
Senkaku zostały zaanektowane przez Japonię w 1895 roku i włączone do prefektury Okinawa. Po II wojnie światowej znajdowały się pod administracją USA, a w roku 1972 zostały, wraz z Okinawą, zwrócone Japonii.
Wyspy te są przedmiotem sporu terytorialnego pomiędzy Japonią, Chinami i Tajwanem. Wybuchł on pod koniec lat 60. XX wieku wraz z pojawieniem się informacji, że mogą tam znajdować się bogate złoża ropy naftowej.

## Geografia

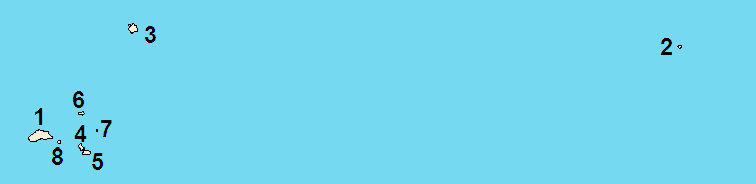

Grupa 5 wysepek i 3 nagich skał na Morzu Wschodniochińskim. Największa wyspa ma 4,32 km² powierzchni, przy łącznej powierzchni całego archipelagu wynoszącej 7 km². Położone są na krańcu szelfu kontynentu azjatyckiego – wody wokół nich mają głębokość ok. 100–150 m i na wschodzie oraz południu opadają ku Rynnie Okinawa osiągającej ponad 1000 m głębokości.
| Lp. | Zdjęcie                 | Nazwa japońska               | Nazwa chińska                  | Współrzędne      | Pow.(km²) | Najwyższe wzniesienie |
| --- | ----------------------- | ---------------------------- | ------------------------------ | ---------------- | --------- | --------------------- |
| 1   |                         | Uotsuri-shima (魚釣島)       | Diaoyu Dao (釣魚島)            | 25°46′N 123°31′E | 4,32      | 383                   |
| 2   |                         | Taishō-tō (大正島)           | Chiwei Yu (赤尾嶼)             | 25°55′N 124°34′E | 0,06      | 75                    |
| 3   |                         | Kuba-shima (久場島)          | Huangwei Yu (黃尾嶼)           | 25°56′N 123°41′E | 1,08      | 117                   |
| 4   |                         | Kita Ko-jima (北小島)        | Bei Xiaodao (北小島)           | 25°45′N 123°36′E | 0,33      | 135                   |
| 5   | Minami Ko-jima (南小島) | Nan Xiaodao (南小島)         | 25°45′N 123°36′E               | 0,46             | 149       |                       |
| 6   |                         | Oki-no-Kita-iwa (沖ノ北岩)   | Da Bei Xiaodao (大北小島)      | 25°49′N 123°36′E | 0,02      | –                     |
| 7   |                         | Oki-no-Minami-iwa (沖ノ南岩) | Da Nan Xiaodao (大南小島/南岩) | 25°47′N 123°37′E | 0,005     | –                     |
| 8   |                         | Tobise (jap. 飛瀬)           | Fei Jiao Yan (飛礁岩/飛岩)     | 25°45′N 123°33′E | 0.0008    | –                     |